# Топузи
Топу́зи (болг. Топузи) — село у Великотирновській області Болгарії. Входить до складу общини Єлена.

## Населення
За даними перепису населення 2011 року у селі проживала 1 особа.
Розподіл населення за віком у 2011 році:
Динаміка населення: